# Мелодика речи
Мело́дика ре́чи (др.-греч. melōdikós — мелодический, песенный) — в языкознании: основной компонент интонации. С акустической точки зрения, мелодика речи — изменения во времени частоты основного тона, измеряемой в герцах (Гц) или музыкальных интервалах. Различается мелодика слога, слова, фразы.
Мелодика каждого языка представлена рядом застывших структур с их фонетическими вариантами.
В российском языкознании основы изучения мелодики речи заложены В. А. Богородицким, А. М. Пешковским, Л. В. Щербой.

## Функции
Мелодика речи выполняет следующие функции:
- организует фразу, расчленяя её на синтагмы и ритмические группы и связывая её части;
- различает коммуникативные типы высказывания (вопрос, побуждение, повествование, восклицание и другие). В ряде языков мира существуют лишь мелодические способы оформления некоторых типов при отсутствии грамматических: к примеру, так оформляются общий вопрос в испанском языке, импликация во французском);
- выделяет наиболее важный отрезок высказывания (грамматически значимую часть фразы, к которой обычно относится зона последнего ударного слога предложения вместе с предударным и заударным слогами[2]) или подчёркивает его отдельные элементы (ср. рус. Вы были в театре, Вы были в театре, Вы были в театре)[2];
- выражает эмоции, оттенки модальности, иронию, подтекст.

В тональных языках, к которым относятся, в частности, вьетнамский, китайский, мелодика различает значения слов за счёт типа мелодического движения внутри слога или его положения (музыкальное ударение).

## Изучение
Для изучения мелодики применяется особый прибор — интонограф. Лингвистический анализ мелодики речи учитывает мелодический диапазон (разницу между высшей и низшей точками изменения частоты основного тона), интервалы (соотношение между этими точками в музыкальных терминах октав, кварт, квинт и других), пики, степень крутизны изменения тона, направление движения частоты основного тона (включая ровное), а также мелодические уровни (ярусы). В различных фонетических школах выделяется от трёх до шести ярусов.

### Способы представления явлений мелодики
Существует три основных способа представления явлений мелодики речи:
- контурный — характерен для европейской лингвистической традиции (работы Г. Суита, Д. Джоунза, О. Эссена, М. Граммона); мелодика представляется в виде мелодических кривых;
- ярусный — характерен для американских исследователей (К. Л. Пайк); мелодика фиксируется как прерывная последовательность мелодических ярусов, обозначенных цифрами. Ярусам приписывается значение завершённости, незавершённости, выражаемых эмоций;
- комбинированный — представлен в работах Ф. Данеша, П. Делатра, Е. А. Брызгуновой, И. Г. Торсуевой; является совмещением контурного и ярусного способов, обусловленным тем, что мелодические ярусы не существуют вне контуров, а для контуров важна не только форма, но и распределение по уровням. Сочетания контуров и уровней можно рассматривать как мелодические модели.